# The We and the I
The We and the I è un film del 2012 diretto da Michel Gondry.
Film drammatico statunitense sceneggiato dallo stesso regista con Paul Proch e Jeff Grimshaw.